# 晋夫

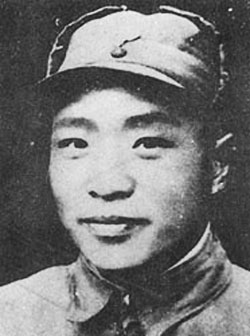

晋夫（1917年—1948年11月27日）原名吕晋印，河南洛阳人。中国人民解放军将领。 

## 生平
1933年，入洛阳中学学习，1936年升入开封高中。1937年抗日战争爆发后，弃文从武，赴河南新乡加入抗日武装。1936年曾赴延安中国人民抗日军政大学学习。1938年参加中国共产党。历任八路军指导员、教导员、参谋、参谋处长等职务。
第二次国共内战期间，1948年受中共党组织委派（原计划派胡耀邦），进入国民党防守的太原，同国民党方面的国军第三十军军长黄樵松联络，商定了黄樵松部起义方案。后来，晋夫再度进入太原迎接黄樵松部起义时，遭到国民党伏兵围捕。此后，晋夫等人被押往南京。1948年11月27日，晋夫在南京遭处决。